# 阿梅里克斯 (喬治亞州)
阿梅里克斯（英語：Americus）是一個位於美國喬治亞州薩姆特縣的城市。根據2010年美國人口普查，該地人口為17041人，而該地的面積約為27.60平方千米。同時該地也是薩姆特縣的縣治。

## 地理
阿梅里克斯的座標為32°04′31″N 84°13′36″W / 32.07528°N 84.22667°W，而該地的平均海拔高度為146米（即479英尺）。